# 麥當諾 (堪薩斯州)
麥當諾（英語：McDonald）為位在美国堪薩斯州羅林斯縣的城市。2010年美國人口普查中該城市人口有160人。

## 歷史
1880年於塞利亞（Celia，已不存在）設立郵政局，但之後於1888年搬遷到麥當諾。麥當諾以地主賴斯·麥當諾（Rice McDonald）來命名。

## 地理
麥當諾坐落在北緯39度47分7秒、西經101度22分14秒處。據美国人口调查局的資料，該城市區域面積0.57平方（0.22平方英里），全境為陸地。

### 氣候
根據柯本气候分类法，麥當諾屬於半干旱气候，在氣候圖中以「BSk」表示其氣候 。
根據美國國家海洋暨大氣總署官方氣候數據庫，於1985年7月1日至2015年6月30日之間各地氣象資料中，麥當諾每年平均降雪量37.6英吋，為堪薩斯州最多降雪的地方。

## 人口統計
| 调查年                | 人口 | 备注   | %±     |
| --------------------- | ---- | ------ | ------ |
| 1920                  | 341  |        | —      |
| 1930                  | 442  |        | 29.6%  |
| 1940                  | 425  |        | −3.8%  |
| 1950                  | 426  |        | 0.2%   |
| 1960                  | 225  |        | −47.2% |
| 1970                  | 269  |        | 19.6%  |
| 1980                  | 239  |        | −11.2% |
| 1990                  | 184  |        | −23.0% |
| 2000                  | 159  |        | −13.6% |
| 2010                  | 160  |        | 0.6%   |
| 2014年估计            | 165  | [ 12 ] | 3.1%   |
| U.S. Decennial Census |      |        |        |

### 2010年人口普查
2010年的人口普查中，該城市人口有160人，戶數77戶，48個家庭。人口密度為280.8人/平方公里（727.3人/平方英里）。該城市有98棟住宅，平均每平方公里有172.0棟住宅。種族方面，97.5%為白人；0.6%為美洲原住民；0.6%為其他種族；1.3%為兩個或以上的種族。而西班牙裔美國人或拉丁美洲人等佔該城市人口的11.3%。
該城市的戶籍數有77戶。其中擁有18歲以下孩童的住戶佔16.9%；已婚夫婦且同居的住戶佔50.6%，無婚姻女性住戶佔7.8%；無婚姻男性住戶佔3.9%；沒有家庭的住戶佔37.7%。平均住戶人數為2.08人，平均家庭人數則是2.63人。
該城市年齡中位數為53.5歲。其中18歲以下的居民佔18.1%；18歲至24歲的居民佔6.3%；25歲至44歲的居民佔14.5%；45歲至64歲的居民佔35.7%；65歲以上的居民則佔25.6%。該城市居民男女各占一半。

### 2000年人口普查
2000年的人口普查中，該城市人口有159人，戶數80戶，46個家庭。人口密度為341.1人/平方公里（864.9人/平方英里）。該城市有109棟住宅，平均每平方公里有233.8棟住宅。種族方面，99.37%為白人；0.63%為美洲原住民。
該城市的戶籍數有80戶。其中擁有18歲以下孩童的住戶佔18.8%；已婚夫婦且同居的住戶佔53.8%，無婚姻女性住戶佔2.5%；沒有家庭的住戶佔42.5%。平均住戶人數為1.99人，平均家庭人數則是2.63人。
該城市年齡層組成方面，18歲以下的居民佔19.5%；18歲至24歲的居民佔3.8%；25歲至44歲的居民佔18.9%；45歲至64歲的居民佔28.3%；65歲以上的居民則佔29.6%。該城市年齡中位數為49歲。性別比方面，每100位女性所對應的男性數目為89.3位，如只計算18歲或以上的居民，則是每100位女性所對應的男性數目為85.5位。
該城市每戶平均收入為30,139美元，每個家庭平均收入為32,083美元。男性平均收入23,125美元；女性平均收入33,125美元。該城市人均收入為15,790美元。該城市約有13.3%的家庭、11.8%的人口低於貧窮門檻，其中未滿18歲者佔8.8%，65歲以上者佔21.1%。

## 外部連結
城市
- McDonald - Directory of Public Officials

報社
- Square Deal News （页面存档备份，存于）

圖片
- Photos of McDonald

地圖
- McDonald City Map （页面存档备份，存于）, KDOT